# باشگاه فوتبال فاستاو زلین
باشگاه فوتبال فاستاو زلین (انگلیسی: FC Fastav Zlín) یک باشگاه فوتبال است که در شهر زلین کشور جمهوری چک پایه‌گذاری شده است.